# Eupithecia molliaria
Eupithecia molliaria là một loài bướm đêm trong họ Geometridae.